# Hoge Kirke
Hoge Kirke er en kirkebygning på den nordfrisiske hallig Hoge i Sydslesvig i den nordtyske delstat Slesvig-Holsten. Kirken er viet til Johannes Døberen.
Kirken er opført i årene 1637 til 1642 af material fra flere af de ved stormfloden i 1634 ødelagte strandske kirker. Kirken er beliggende på kirkvarftet midt på øen. Den har hverken tårn eller orgel, men en klokkestabel af træ. Alter, prædikestol og døbefont med årstallet 1624 er fra den forhenværende kirke i byen Østervold på den i 1634 oversvømmede ø Strand. Kirken blev selv flere gange oversvømmet, senest i 1825, men istandsattes 1826 ved hjælp af en kollekt og en kongelig gave på henved 1000 danske rigsdaler. Over kirkens syddør hænger der en mindetavle for de mennesker og dyr, der druknede ved stormfloden i 1825. Kirkeskibet fra 1700-tallet var en gave fra Hogeboerne til Frederik 6., som bestemte, at skibet skulle forblive i kirken. Det meste af inventaret i sin nuværende form er kommet i søfartstiden. På døren til prædikestolen ses et smukt træskærerarbejde, der viser en hval med sin unge. Prædikestolen viser scener fra Jesu liv. Kirken har et gulv af sandsten, som tidligere havde den funktion at sørge for, at vandet hurtigt forsvandt igen efter en stormflod.
Kirkegården omkring kirken har et klokketårn og bl.a. gravstedet for hjemløse søfarere, hvor de ilanddrevne ikke identificerede strandvaskere er begravet.
En ældre kirke på Hoge blev 1362 ødelagt, så beboerne søgte til Pelvorm. I 1580 fik halligen en ordineret prædikant, der forettede gudstjenesten i et hus på Hansvarft (senere Fattighuset).
- Kirkevarft
- Prædikestolen
- Kirkeskib med Dannebrog
- Klokkestabel